# Bočadir
 Bočadir  falu Horvátországban Krapina-Zagorje megyében. Közigazgatásilag Konjščinához tartozik.

## Fekvése
Krapinától 26 km-re délkeletre, községközpontjától 2 km-re északnyugatra a megye keleti részén, a Horvát Zagorje területén fekszik.

## Története
A településnek 1857-ben 103, 1910-ben 206 lakosa volt. Trianonig Varasd vármegye Zlatari járásához tartozott. 2001-ben 156 lakosa volt.

## Külső hivatkozások
Konjščina község hivatalos oldala